# Rattapoom Lonlue
Rattapoom Lonlue (thailändisch รัฐภูมิ ล้นเหลือ; * 22. August 2002) ist ein thailändischer Fußballspieler.

## Karriere
Rattapoom Lonlue erlernte das Fußballspielen in der Jugend vom Bangkok FC. Hier spielt er seit Mitte 2021 auch für die erste Mannschaft. Die Mannschaft spielte in der dritten Liga, wo man in der Bangkok Metropolitan Region antrat. 2022 und 2023 wurde er mit Bangkok Vizemeister der Region. Am Ende der Saison 2023/24 feierte er mit Bangkok die Meisterschaft der Region sowie den anschließenden Aufstieg in die zweite Liga. Bis Ende Dezember 2024 kam Lonlue in der zweiten Liga nicht zum Einsatz. Im Januar 2025 wechselte er für den Rest der Spielzeit auf Leihbasis zum Drittligisten Samut Prakan FC. Mit dem Verein aus Samut Prakan spielte er zehnmal in der Eastern Region. Am Ende der Saison musste er mit Samut aus der Liga absteigen. Nach der Ausleihe kehrte er im Sommer 2025 wieder zum Bangkok FC zurück. Sein Zweitligadebüt gab Rattapoom Lonlue am 17. August 2025 (1. Spieltag) im Auswärtsspiel gegen den Trat FC. Bei der 2:1-Niederlage wurde er in der 62. Minute für Warawut Motim eingewechselt.